# Exošach
Exošach je hra podobná šachům a vycházející z nich, odlišující se však pravidly. Někdy se tak označují i různé skutečně hrané varianty šachů (například tzv. žravé šachy, v nichž hráč má povinnost brát a cílem hry je se zbavit figur rychleji než soupeř), ale hlavní použití má toto slovo v oblasti kompozičního šachu, kde tzv. exoproblémy jsou úlohy založené na alternativních pravidlech hry, např. s přítomností exokamenů, tj. kamenů s jiným chodem než běžné šachové kameny.